# Elettrotreno ETR 200 (Metrostar)
Gli elettrotreni ETR 200 Metrostar sono un gruppo di ventisei convogli articolati a 3 casse, a scartamento ridotto, costruiti per il servizio sulla ferrovia Circumvesuviana di Napoli, sono stati prodotti dal gruppo AnsaldoBreda/Firema.

## Storia
Il convoglio fu progettato allo scopo di rinnovare il parco rotabili della rete a scartamento ridotto napoletana e potenziarne l'offerta di trasporto metropolitana e suburbana. Il progetto venne elaborato congiuntamente da AnsaldoBreda e da Firema; la fornitura dei 26 elettrotreni commissionati è iniziata a fine 2008 con la consegna della prima unità.

## Caratteristiche

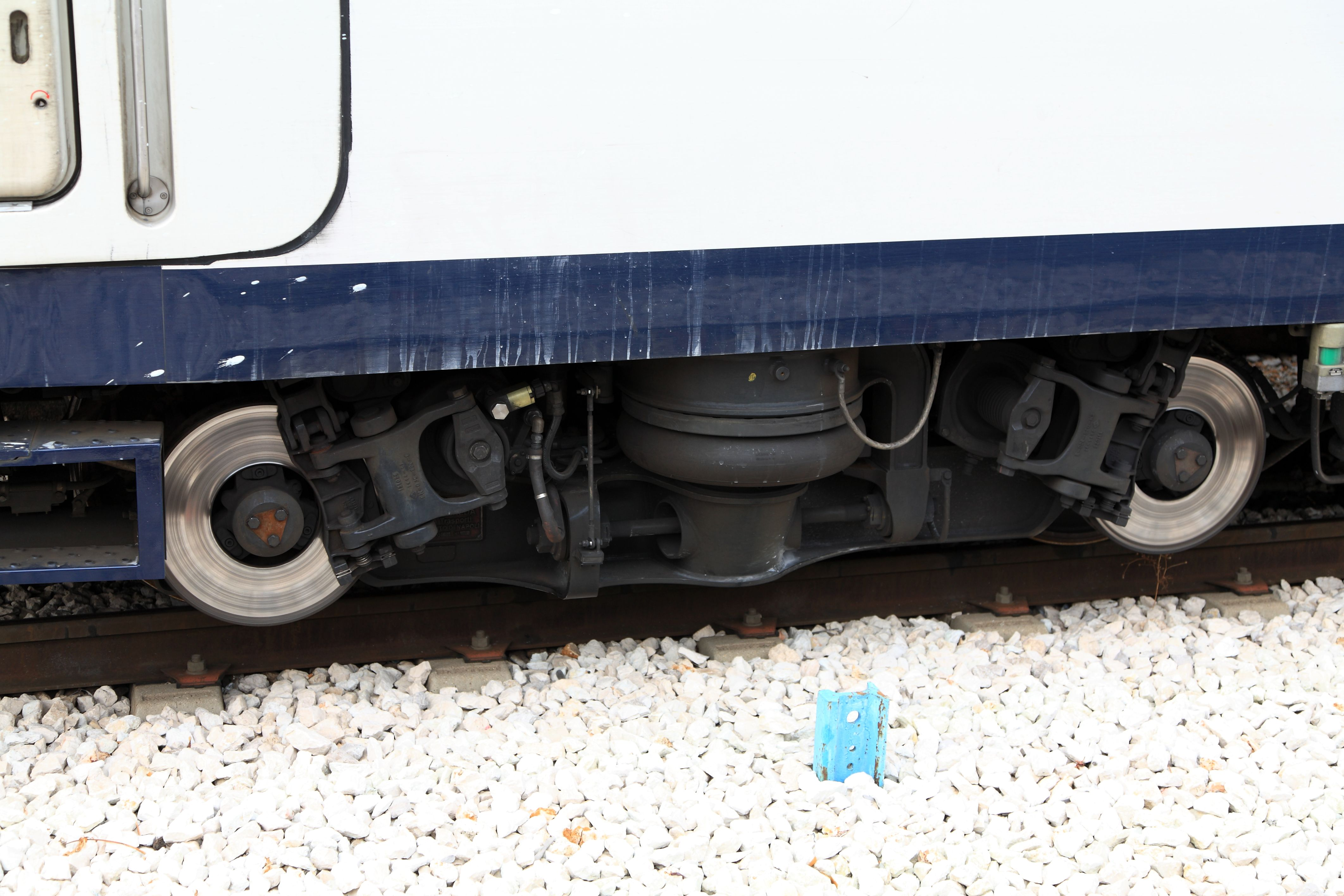
Particolare dei freni a disco di ciascun carrello esterni alle ruote

Ciascun convoglio è composto di tre casse inscindibili articolate con sistema Jacobs e poggiano su 4 carrelli, due di testa (entrambi motorizzati) e due centrali (uno dei quali motorizzato, l'altro con funzione portante). La struttura del rotabile è in lega leggera con tecnologia avanzata di grandi profilati estrusi di alluminio. 
Ogni carrello motore è dotato di 2 motori di trazione di tipo asincrono trifase pertanto ciascun treno ha in totale 6 motori.
Il circuito di controllo della potenza è ad azionamento trifase con inverter ad IGBT.
Le apparecchiature elettriche sono montate nel sottocassa mentre i reostati di frenatura e la climatizzazione sono sull'imperiale. 
La sospensione primaria è in gomma mentre quella secondaria è pneumatica e autolivellante. 
Il sistema frenante è di tipo elettrico combinato, a dissipazione o con recupero di energia e pneumatico a dischi su tutte le ruote. Le ruote sono silenziate, del tipo "Syope". 
Gli ETR 200 sono dotati di impianto di protezione automatica marcia treni (ATP) attuato con SCMT (Sistema di Controllo Marcia Treno) compatibile con il sistema attuale di segnalamento della Circumvesuviana.
Ciascun convoglio è accoppiabile mediante accoppiatori automatici e telecomandabile fino a tre unità con un totale di 1350 posti offerti
Le tre unità che costituiscono il convoglio sono dotate di impianto singolo di climatizzazione allo scopo di sopperire ad eventuali avarie. I posti a sedere sono di modulo 2+1 con sedili imbottiti ancorati, a sbalzo, alle fiancate allo scopo di agevolare la pulizia del piano di calpestio.
Un vano apposito, in prossimità dell'intercomunicazione, permette la disposizione di una carrozzella per disabili; sul lato opposto è presente uno spazio previsto per lo stallo delle biciclette.
La sicurezza dei passeggeri viene garantita da impianti di videosorveglianza a registrazione automatica e da citofoni di emergenza posti sul montante laterale di ciascuna delle sei porte di accesso per l'invio di chiamate al Centro operativo di sicurezza.

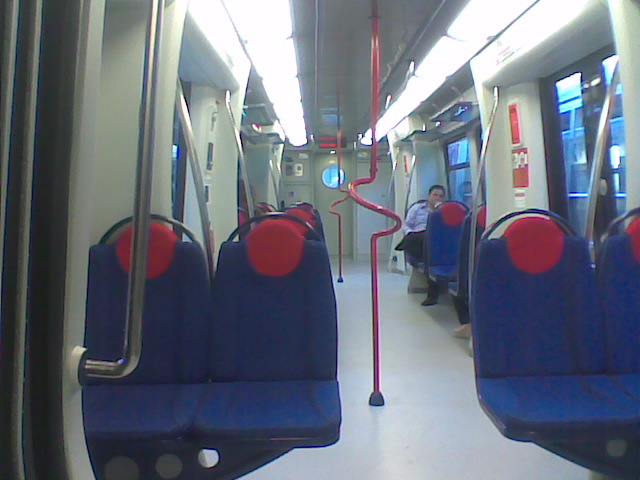
Interno dell'elettrotreno ETR 200 Metrostar